# Roland Muhlen
Roland Paul Muhlen (* 23. August 1940 in Cincinnati; † 1. Februar 2023 ebenda) war ein US-amerikanischer Kanute.

## Karriere
Roland Muhlen wurde bei den Olympischen Sommerspielen 1972 in München zusammen mit Andreas Weigand Sechster in der Regatta über 1000 m mit dem Zweier-Canadier. Das Duo nahm auch an den Olympischen Sommerspielen 1976 in Montreal in der Regatta über 500 m mit dem C2 teil, allerdings schieden sie im Halbfinale aus. Darüber hinaus nahm Muhlen an drei Weltmeisterschaften teil und wurde mehrfacher nationaler Meister.